# La Madeleine repentante (Vouet)
Pour les articles homonymes, voir La Madeleine repentante.
La Madeleine repentante est un tableau de Simon Vouet réalisé en 1633-1634 et conservé au Musée de Picardie à Amiens.

## Historique
Ce tableau représente Marie de Magdala, Marie Madeleine, l'une des disciples de Jésus-Christ qui assista à sa Passion et fut le premier témoin de la Résurrection. La tradition chrétienne en fit une pécheresse et une pénitente. Le thème de la Madeleine repentante fut abondamment représenté par les artistes du Moyen Âge à nos jours et l'une des figures favorites de la Contre-réforme. 
L'origine de La Madeleine repentante de Simon Vouet est encore inconnue. Aucune mention ancienne ne nous renseigne sur son commanditaire ou sa réception au XVIIe siècle. Néanmoins, l'existence de réplique indique qu'il s'agit probablement d'un tableau important dès sa création. 
Ce tableau fut intégré aux collections du Musée de Picardie par un don des frères Lavallard, en 1890. Une autre Madeleine repentante de l'artiste est conservée au Cleveland Museum of Art aux États-Unis. Dans les deux compositions, Simon Vouet peint ses figures à mi-corps, occupant l'essentiel de la composition, et la silhouette dissimulée sous un épais drapé jaune-orangé. Toutefois, la version de Cleveland est plus dramatique que celle d'Amiens.

## Caractéristiques
Le personnage de Marie Madeleine, en buste et de profil a les épaules à demi dénudées, partiellement recouvertes de tissus blanc et orangé. La main droite appuyée sur un crucifix avec au bas un crâne contre lequel est posé un livre ouvert (sans doute la Bible), La Madeleine regarde au loin.  
Le crucifix, la Bible et le crâne évoquent la vie contemplative que devait mener Marie de Magdala. Ce sont des éléments qui sont repris par Simon Vouet dans la Madeleine repentante de Cleveland. 
Cependant, cette Madeleine repentante est une figure ambiguë, icône religieuse empreinte d'une certaine volupté, à la fois sensuelle et pudique, resplendissante de beauté. Selon certains auteurs, l'artiste a représenté Marie Madeleine sous les traits de sa première épouse italienne Virginia da Vezzo.
Simon Vouet rompt ici avec les représentations dramatique d'une Marie Madeleine recluse, aux cheveux épars, les vêtements en lambeaux et nous donne à voir une femme empreinte de grâce et de méditation. De fait, Jacques Thuillier souligne la sensualité et la poésie qui émane du tableau, grande caractéristique des compositions de Simon Vouet. 